# Shaun Tan
Shaun Tan (1974) es un artista y autor australiano que se caracteriza por usar como medio fundamental de expresión al álbum ilustrado.

## Biografía
Shaun comenzó dibujando y pintando imágenes para revistas de horror y ciencia ficción de distribución local mientras era un adolescente, y era conocido como el ’buen dibujante’ en su escuela secundaria.[cita requerida] Desde ese entonces ha sido conocido por libros ilustrados que se relacionan con aspectos sociales, políticos e históricos, expresados de forma surreal o, como él describe, ‘sacados de la imaginación de un niño’.
Algunas de sus obras más famosas son Los Conejos, El Árbol Rojo, Reglas del verano, y la galardonada novela gráfica The Arrival, que se destaca por no poseer ninguna palabra, entre otras, las cuales fueron traducidas ampliamente y disfrutadas por lectores de todas las edades.
Otros de sus trabajos fueron como Diseñador de Teatro, Artista de concepto para películas animadas (es el ejemplo de WALL·E), o director de la película La cosa perdida (2011), recibiendo el premio Astrid Lindgren, por su contribución a la literatura internacional, enfocándose en el sector infantil.
En 2011 recibió el Premio Memorial Astrid Lindgren y el Premio Óscar al mejor cortometraje animado, por la adaptación de su obra La cosa perdida (The Lost Thing).
Formó parte del equipo del equipo creativo de la película The Avengers Infinity War y The Avengers End Game

## Obra en español
Como autor e ilustrador
- La ciudad latente (cuento fantástico, varios relatos ilustrados), (2018)
- Las reglas del verano (álbum ilustrado), (2014)
- Cuentos de la periferia (cuento fantástico, varios relatos ilustrados), (2008)
- Emigrantes (novela gráfica con estilo historieta sin palabras), (2006)
- El árbol rojo (cuento fantástico ilustrado), (2001)
- La cosa perdida (cuento fantástico completamente ilustrado), (1999)

Como ilustrador
- El Visor, con guion de Gary Crew (cuento fantástico completamente ilustrado), (2011)
- Los conejos, escrito por John Marsden (cuento fantástico completamente ilustrado), (1998)

Esbozos
- Esbozos de una tierra sin nombre (esbozos sobre el proceso de creación de Emigrantes), (2011)
- El Rey pájaro y otros esbozos  (esbozos y pruebas), (2001)

Cortometraje
- La cosa perdida (Película de animación en DVD), (2011)